# Christopher von Tangen
Christopher John „Georges” von Tangen (ur. 29 czerwca 1877 w Paryżu, zm. 22 grudnia 1941 w Oslo) – szermierz (szpadzista i florecista) reprezentujący Norwegię, uczestnik letnich igrzysk olimpijskich w 1912 roku.